# Sandro Overend Rigillo
Sandro Overend Rigillo (Sliema, 31 gennaio 1959) è un vescovo cattolico maltese, dall'8 dicembre 2019 amministratore apostolico di Derna e dal 16 luglio 2023 vicario apostolico di Bengasi.

## Biografia
Sandro Overend Rigillo è nato a Sliema il 31 gennaio 1959.

### Formazione e ministero sacerdotale
Il 26 settembre 1976 è entrato nel noviziato della provincia maltese dell'Ordine dei frati minori. Il 2 ottobre dell'anno successivo ha emesso la prima professione e il 12 settembre 1982 quella solenne. Ha studiato filosofia e teologia presso l'Istituto nazionale di studi ecclesiastici e religiosi di Malta e presso la Facoltà teologica Antonianum di Bologna.
Il 29 giugno 1984 è stato ordinato presbitero. In seguito è stato vicario parrocchiale della parrocchia di Nostra Signora del Sacro Cuore a Sliema e direttore spirituale nelle scuole pubbliche maltesi dal 1984 al 1993. Nel 1993 è stato inviato a Roma per studi. Nel 1996 ha conseguito la licenza in teologia e patristica presso l'Istituto Patristico Augustinianum. Ha quindi prestato servizio come vice-rettore e poi rettore del Collegio internazionale per gli studenti francescani della Pontificia Università Antonianum a Roma dal 1996 al 2003, segretario generale del suo Ordine dal 2003 al 2006, vicario parrocchiale della parrocchia di Nostra Signora del Sacro Cuore a Sliema e professore invitato di patristica all'Università di Malta dal 2006 al 2008, ministro provinciale della provincia maltese del suo Ordine dal 2008 al 2014, confessore al santuario del Getsemani a Gerusalemme dal 2014 al 2015, visitatore della provincia francescana di San Casimiro in Lituania dal 2015, guardiano della curia generalizia del suo Ordine e delegato del ministro generale per le missioni francescane in Libia dal 2015 al 2018 e amministratore apostolico sede vacante et ad nutum Sanctae Sedis dei vicariati apostolici di Bengasi e Derna dall'8 dicembre 2019.

### Ministero episcopale
Il 16 luglio 2023 papa Francesco lo ha nominato vicario apostolico di Bengasi. Ha ricevuto l'ordinazione episcopale il 22 agosto successivo nella chiesa parrocchiale di Nostra Signora del Sacro Cuore a Sliema dall'arcivescovo Savio Hon Tai-Fai, nunzio apostolico a Malta e in Libia, co-consacranti l'arcivescovo metropolita di Malta Charles Jude Scicluna e il vicario apostolico di Tripoli George Bugeja. Ha preso possesso del vicariato l'8 settembre successivo.
Nel novembre 2024 ha compiuto la visita ad limina.

## Genealogia episcopale
La genealogia episcopale è:
- Cardinale Scipione Rebiba
- Cardinale Giulio Antonio Santori
- Cardinale Girolamo Bernerio, O.P.
- Arcivescovo Galeazzo Sanvitale
- Cardinale Ludovico Ludovisi
- Cardinale Luigi Caetani
- Cardinale Ulderico Carpegna
- Cardinale Paluzzo Paluzzi Altieri degli Albertoni
- Papa Benedetto XIII
- Papa Benedetto XIV
- Papa Clemente XIII
- Cardinale Bernardino Giraud
- Cardinale Alessandro Mattei
- Cardinale Pietro Francesco Galleffi
- Cardinale Giacomo Filippo Fransoni
- Cardinale Antonio Saverio De Luca
- Arcivescovo Gregor Leonhard Andreas von Scherr, O.S.B.
- Arcivescovo Friedrich von Schreiber
- Arcivescovo Franz Joseph von Stein
- Arcivescovo Joseph von Schork
- Vescovo Ferdinand von Schlör
- Arcivescovo Johann Jakob von Hauck
- Vescovo Ludwig Sebastian
- Cardinale Joseph Wendel
- Arcivescovo Josef Schneider
- Vescovo Josef Stangl
- Papa Benedetto XVI
- Arcivescovo Savio Hon Tai-Fai, S.D.B.
- Vescovo Sandro Overend Rigillo, O.F.M.